# Все вы зомби
«Все вы зомби» (англ. All You Zombies, в авторской орфографии " '—All You Zombies—' ") — научно-фантастический рассказ американского писателя-фантаста Роберта Хайнлайна. Он был написан в один день, 11 июля 1958 года, и впервые опубликован в марте 1959 года в журнале Fantasy & Science Fiction после того, как его отклонил Playboy. В 2014 году вышел в прокат австралийский фантастический триллер режиссёров братьев Спиригов «Патруль времени», основанный на рассказе Хайнлайна.
История включает в себя ряд парадоксов, вызванных путешествиями во времени. В 1980 году он был номинирован на премию «Балрог» для короткой беллетристики.
Название рассказа, которое включает в себя кавычки и тире — на самом деле цитата из предложения ближе к концу самой истории (взяты из середины предложения, следовательно тире указывают отредактированный текст до и после заголовка).
Рассказ до крайности развивает тему, начатую автором в работе «По пятам» (1941). Некоторые из тех же элементов также появляются позже в романе «Кот, проходящий сквозь стены» (1985), в том числе Круг Уроборос и Бюро Времени. Помимо абсурдности поступков персонажей, невозможности рождения человеком-гермафродитом детей и парадокса творения из ничего (видимого в данном рассказе наиболее ясно среди значительной части подобных произведений), такое «самопорождение» практически невозможно чисто биологически из-за кроссинговера.

## Сюжет
«Все вы зомби» — хроники молодого человека (позже выяснилось, что он был интерсекс-человеком), который вернулся назад во времени и обманом оплодотворил свою младшую женскую версию себя (прежде чем та совершила операцию по смене пола). Таким образом, он становится ребёнком от этого союза, являясь собственными матерью и отцом. По мере развития сюжета, все основные персонажи оказываются одним и тем же лицом, на разных этапах её / его жизни.
История включает сложную серию путешествий во времени. Она начинается с разговора молодого человека с рассказчиком, барменом, в 1970 году. Молодого человека называют мать-одиночка, потому что он пишет рассказы для журналов, многие из них от лица незамужней матери.
Обольщённый барменом, он объясняет, почему понимает женскую точку зрения так хорошо: он родился девочкой в 1945 году, и воспитывался в детском доме. Считая себя некрасивой, в 1963 году, около 18 лет, она была очарована, соблазнена, оплодотворена и оставлена взрослым мужчиной. Во время родов врачи обнаружили, что она является интерсекс-человеком, с врождёнными женскими и мужскими половыми органами. Осложнения во время родов заставили врачей сделать ей операцию по смене пола. Вскоре после этого её ребёнок был похищен таинственным мужчиной, и больше его никто не видел. Матери-одиночке теперь пришлось приспосабливаться к жизни мужчины, несмотря на воспитание, не предполагавшее возможность получения «мужских» рабочих мест: до того он планировал улететь в космос в качестве секс-работницы для мужчин-колонистов. Вместо этого он использовал навыки секретаря, устроился перепечатывать рукописи и в конце концов начал писать самостоятельно.
Испытывая симпатию, бармен предлагает доставить его к соблазнителю, которому Мать-одиночка желает отомстить. Он ведёт его в соседнюю комнату, где, используя машину времени, доставляет их в 1963 год, и оставляет молодого человека дожидаться обидчика. Сам бармен путешествует вперёд на одиннадцать месяцев, похищает новорождённого и переносит его в 1945 год, оставляя в детском доме. Он возвращается в 1963 год и забирает мать-одиночку, который инстинктивно влюбился в свою молодую женскую личность, соблазнил и оплодотворил её. Бармен объясняет ему, что соблазнитель, молодая девушка, ребёнок и путешественник во времени — это все он сам.
Бармен затем доставляет мать-одиночку в офис Бюро Времени, секретной полиции, которая путешествует во времени и манипулирует событиями в истории, чтобы защитить человеческую расу. Он только что создал и принял на работу самого себя.
Наконец бармен возвращается к 1970, прибывая вскоре после того, как он вышел из бара. Закрыв бар, он путешествует на свою домашнюю базу. Ложась в кровать на заслуженный отдых, он смотрит на шрам, оставшийся от кесарева сечения после рождения дочери, отца, матери, и всей истории. Он думает: «Я знаю, откуда я пришел, но откуда пришли все вы, зомби?»

## Хронологическая последовательность событий
Рассказ ведётся как цепь разрозненных во времени событий со ссылками на другие события, поэтому здесь представлена реальная хронология истории «Джейн», при том, что сам рассказ является классическим примером временного парадокса.
- 20 сентября 1945 года, бармен оставляет девочку Джейн в детском доме. Она растёт там. Она мечтает присоединиться к одной из «организаций комфорта», которые занимаются обеспечением отдыха для космонавтов.
- Почти 18 лет спустя, человек, который называет себя «матерью-одиночкой», доставляется барменом в 1963 год, где он встречается и после нескольких недель знакомства соблазняет 17-летнюю Джейн, которая является интерсекс-человеком. С точки зрения Джейн, он затем исчезает; фактически, он был доставлен барменом в 1985.
- Джейн узнаёт, что беременна. После родов с помощью кесарева сечения, она становится «истинным гермафродитом»; после пробуждения она узнаёт, что была подвергнута (без её согласия) операции по смене пола.
- 10 марта 1964 года, бармен крадёт ребёнка и доставляет его назад во времени в интернат. Джейн, теперь уже мужчина, становится стенографистом, а затем писателем. Всякий раз, когда его спрашивают о его работе, он отвечает что-то невнятное: «Я мать-одиночка — четыре цента за слово. Я пишу истории-исповеди». Он становится постоянным клиентом бара, где работает рассказчик, бармен.
- 7 ноября 1970 года, бармен беседует с матерью-одиночкой, проводит его в бэк-офис, и доставляет его в 1963 год, чтобы «найти» человека, который сделал его беременной. Он возвращается в бар через несколько секунд после того, как вышел. Со своей точки зрения он выполнил свою миссию по обеспечению его собственного существования.
- 12 августа 1985 года, бармен переносит мать-одиночку 1970 года прямо из его короткого визита в 1963 году, в офис Бюро Времени.
- 12 января 1993 года бармен, который также является Джейн / Джоном / отцом / матерью-одиночкой, возвращается обратно на базу и размышляет о своей жизни.

## Экранизации
- Патруль времени (2014)